# 12976 Kalinenkov
12976 Kalinenkov este un asteroid din centura principală de asteroizi.

## Descriere
12976 Kalinenkov este un asteroid din centura principală de asteroizi. A fost descoperit pe 26 august 1976 la Observatorul de Astrofizică din Crimeea de Nikolai Cernîh. Asteroidul prezintă o orbită caracterizată de o semiaxă mare de 2,44 ua, o excentricitate de 0,20 și o înclinație de 2,4° în raport cu ecliptica.